# Andrena timberlakei
Andrena timberlakei är en biart som beskrevs av Cockerell 1929. Andrena timberlakei ingår i släktet sandbin, och familjen grävbin. Inga underarter finns listade i Catalogue of Life.